# Alexander Dreyschock
Alexander Dreyschock, född den 15 oktober 1818 i Schak, död den 11 april 1869 i Venedig, var en böhmisk pianist. Han var bror till Raimund Dreyschock och farbror till Felix Dreyschock. 
Dreyschock spelade redan vid åtta års ålder offentligt, studerade sedan under Tomaschek och gjorde från 1838 konsertresor i Ryssland, Belgien, Frankrike, England, Nederländerna, Österrike, Danmark samt (1856 och 1862) Sverige. År 1862 blev han professor vid konservatoriet i Sankt Petersburg. Dreyschock var en av sin tids mest betydande virtuoser. Förvånande var i synnerhet hans oktav-, ters- och sextpassager liksom hans färdighet i vänstra handen, vilken föranledde J.B. Cramer till yttrandet "Dreyschock har ingen vänsterhand, men väl två högerhänder". Han spelade helst Thalberg, Chopin och Liszt samt sina egna "Variationer för vänster hand". Hans kompositioner tillhör den korrekta, men av eftervärlden som steril bedömda salongsstilen.